# Siekierki (Cedynia)

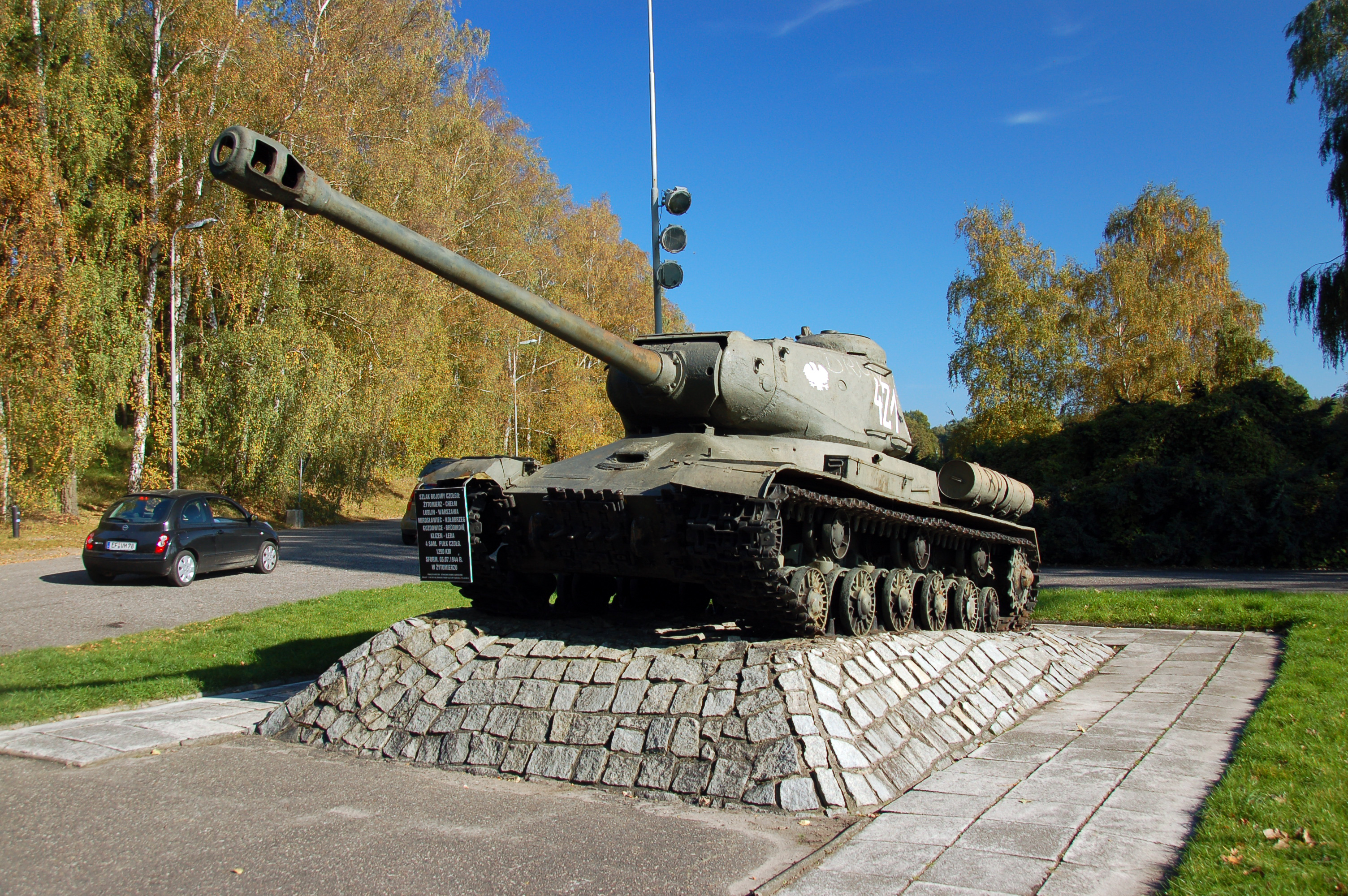
Panzerdenkmal in Siekierki

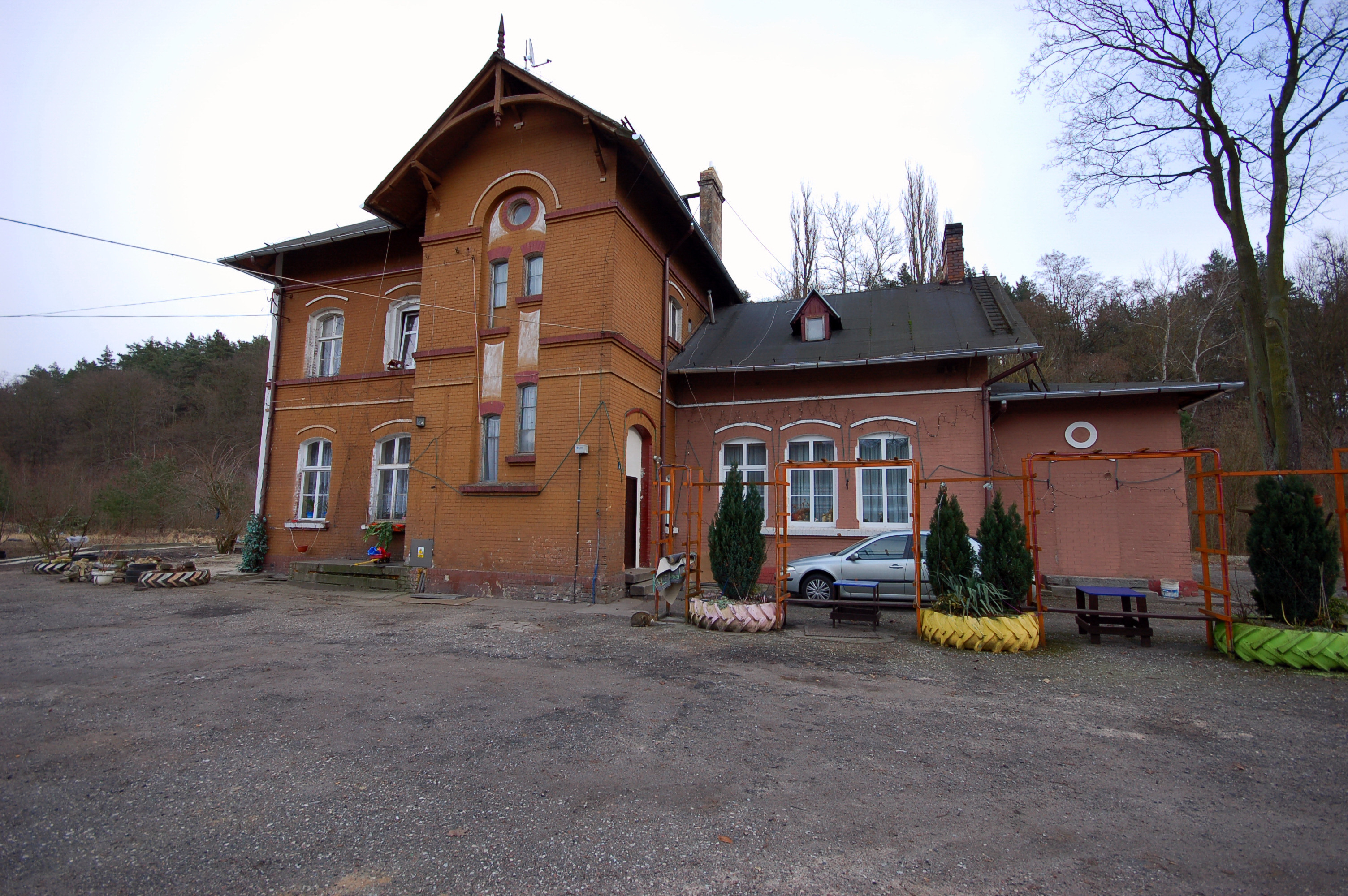
Bahnhof in Siekierki

Siekierki (deutsch: Zäckerick) ist ein Dorf in der Gemeinde Cedynia im Powiat Gryfiński, Woiwodschaft Westpommern im nordwestlichen Polen. Das Dorf liegt 72 km südlich von Stettin in der Neumark. Diese Region gehörte bis 1945 zu Deutschland. Siekierki liegt an der Mündung der Słubia (Schlibbe) in die Oder. Auf der anderen Oderseite liegt die deutsche Gemeinde Oderaue, Landkreis Märkisch-Oderland in Brandenburg mit dem bis 1945 zu Zäckerick gehörigen Ortsteil Zäckericker Loose.

## Geschichte
Zäckerick wurde 1355 erstmals erwähnt, es war damals ein wendisch (slawisch) besiedeltes Fischerdorf. Bis 1448 gehörte es den Herren von Güstebiese, dann der Familie von Bredow und ab 1466 dem Johanniterorden, der 1538 zum Protestantismus übertrat, und bis zur Säkularisation 1811 Besitzer des Ortes blieb. Ein großer Einschnitt in der Geschichte des Ortes war der Durchstich des neuen Oderkanals 1753, mit dem der jenseits des Flusses gelegene Oderbruch trockengelegt und Zäckerick wie die benachbarten Fischerdörfer am Oderrand von seiner Haupteinnahmequelle, der Fischerei, abgeschnitten wurde. Aus den Fischern wurden Bauern. Am Ende des Zweiten Weltkriegs kam es zu erheblichen Zerstörungen.

## Bevölkerung
Zu Beginn des 19. Jahrhunderts lebten hier in 86 Haushalten 753 Einwohner.
Bei der letzten Volkszählung 1939 waren es 1238 Einwohner. Am 21. Juni 1945 mussten die deutschen Einwohner den Ort verlassen. Im Jahr 2021 hatte der Ort 154 Einwohner.

## Verkehr
Der Bahnhof Siekierki (bis 1945: Zäckerick – Alt-Rüdnitz) liegt einen Kilometer westlich des Dorfes. Der erste Zug fuhr am 20. Dezember 1892 über die neuerbaute Oderbrücke, der letzte Zug aus östlicher Richtung zum Endbahnhof Siekierki 2002. Es ist der erste Bahnhof an der Bahnstrecke Wriezen–Godków rechts der Oder, kurz hinter der Oderbrücke.

## Sehenswürdigkeiten
In Siekierki gibt es einen Soldatenfriedhof der polnischen Armee mit fast 2000 Soldatengräbern und ein Militärmuseum.
Die Brücke existiert noch, die Gleise auf der deutschen Seite sind abgebaut. Über die Wiederinbetriebnahme der Bahnstrecke auf polnischer Seite wurde längere Zeit diskutiert. Im August 2012 wurde die Brücke vorübergehend für den Fußgängerverkehr geöffnet, dann aus Sicherheitsgründen wieder geschlossen. Am 25. Juni 2022 wurde die restaurierte „Europabrücke Neurüdnitz-Siekierki“ für Fußgänger und Fahrradfahrer(inne)n eröffnet. Sitzgelegenheiten und Informationstafeln gestatten auf der polnischen Seite bequeme Beobachtung der Wasservögel in der Flussaue.

## Ortsname
Der Ortsname „Siekierki“ ist in Polen mehrfach zu finden. Er bezeichnet auch einen Stadtteil in Warschau und (deutsch: Schellmühl) in Krynica Morska (Kahlberg) sowie Schulzenämter in Tykocin und Drohiczyn.